# Furia esplosiva
Furia esplosiva (Crackerjack) è un film statunitense del 1994 diretto da Michael Mazo. Il film ha avuto due seguiti Un treno verso l'ignoto del 1997 e Crackerjack 3 del 2000.

## Trama
Il poliziotto Jack Wild, dopo che la sua famiglia è stata sterminata, si reca in vacanza in una località di montagna che viene presa d'assalto da alcuni criminali capeggiati da Ivan Getz.